# 12 mois
12 mois (１２ヵ月, Jūni ka getsu) est un shōjo manga en 2 volumes écrit et dessiné par Mari Okazaki. Publiés au Japon par la Shūeisha dans la collection Ribon Mascot Comics Cookie en 2002 et 2003, les deux tomes sont sortis en France chez Akata/Delcourt dans la collection Sakura en 2005.

## Synopsis
Ce manga se compose de deux histoires, une longue (12 mois) et une courte (12 heures), à travers lesquelles l'auteur essaie de décrire l'évolution des sentiments de ses personnages, dans un laps de temps limité, mais dans un cadre très différent, afin que tout oppose ces deux contes.
Une courte nouvelle est également incluse à la fin du premier tome, intitulée Une nuit de printemps.

### 12 mois
Nous sommes dans la préfecture de Mérino, quelque part au Japon. Là vivent Tosachi, une jeune fille joyeuse et pleine d'entrain, Dorimi, déléguée de la classe, et Mérino, une jeune fille qui a la particularité d'avoir des ailes sur le dos. Un jour, un garçon arrive d'une autre école. Il apporte un bien étrange été avec lui.

### 12 heures
Après s'être fait plaquer par son copain, noyée dans l'ivresse et le chagrin, Minami décide un soir d'appeler des hôtes à domicile, un garçon et une fille, pour oublier sa solitude dans un Tokyo plein d'animation…